# Katy on a Mission
Katy on a Mission è un brano musicale della cantante dubstep inglese Katy B, estratto il 22 agosto 2010 come primo singolo dal suo album di debutto On a Mission e promosso dall'etichetta discografica Rinse.
Il singolo è entrato alla quinta posizione della classifica britannica, nella quale è rimasto per ventisei settimane non consecutive. È entrato in classifica anche nelle Fiandre e in Vallonia, dove ha raggiunto basse posizioni.

## Tracce
Download digitale
1. Katy on a Mission - 4:11
2. Louder - 4:36

## Classifiche
| Classifica (2010) | Posizione massima |
| ----------------- | ----------------- |
| Belgio (Fiandre)  | 39                |
| Belgio (Fiandre)  | 86                |
| Regno Unito       | 5                 |